# 巴伐利亞的希比爾
巴伐利亞的希比爾（德語：Sibylle von Bayern，1489年6月16日—1519年4月18日），普法爾茨選侯夫人，巴伐利亞公爵阿爾布雷希特四世的女兒。
1511年，希比爾和普法爾茨選侯路德維希五世結婚，兩人沒有子女。1519年，希比爾於海德堡去世，年僅29歲。